# 尤里·舒拉邦茲維奇
尤里·舒拉邦茲維奇（Yury Shcherbatsevich，1984年7月11日—），是一名白俄羅斯射擊運動員，曾獲得2019年歐洲運動會射擊比賽男子50米步槍三姿亞軍。他也參加了2004年夏季奧林匹克運動會、2012年夏季奧林匹克運動會、2016年夏季奧林匹克運動會。

## 外部連結
- ISSF （页面存档备份，存于）